# 白白教
白白教（はくはくきょう）とは、日本統治時代の朝鮮に存在したカルト教団である。信者を600人余り殺害し、朝鮮のみならず内地を含む日本全土を震撼させた。

## 沿革

### 「白道教」の創始と瓦解
1902年（光武6年）、東学の信徒だった全庭云（）が金剛山で修行を行い、悟りを開いたと称し「白道教」の名で布教活動したのが起源である。
全庭云は「一定の呪文を口誦し礼拝すれば、無病息災、不老長寿、神仙となり得べし」と説き、一時は一万人の信者を獲得した。全庭云はこれらの信者から金銭を寄附させて自らの生活資金に充てる一方、若い女性信者（約60人）を篭絡して妾にし、酒池肉林の贅沢三昧の生活を送った。
しかし、このような教祖（白道教では「天父任」と称した）の姿勢に疑問を感じる信者や、全庭云の下から逃げ出そうとする妾が出始めた。全庭云は官憲への発覚を恐れて、これらの殺害を命じ、1916年（大正5年）に妾4人と信者2人を相次いで殺した。
全庭云は1919年（大正8年）に脳梅毒で死亡した。しかし、これらの殺人事件は1930年（昭和5年）と1932年（昭和7年）に相次いで発覚し、実行犯には懲役10〜15年の実刑判決が下り、西大門刑務所等に収監された。これにより白道教は壊滅したかに思われた。
しかし全庭云の次男で二代目教祖（「第二世大元任」と称した）の全龍海（）は事件発覚前に逃走し、捜査の目を逃れることに成功した。この全龍海によって教団は「白白教」として復活することになった。

### 白白教として復活
全龍海は官憲への追及をかわすために、教団を完全な秘密結社の形態をとることにした。情報漏洩を防ぐために、信者は一般人との交際が禁じられた。それを更に徹底させるために、人里離れた山間部で火田民として生活することを強制した。
全龍海は、父親の全庭云同様の酒池肉林生活を送り、大胆にも京城府桜井町（現ソウル特別市中区乙支路4街）に居を構えた。そして自分に異議を唱える信者や性的興味を失った妾を山中に連れ出して殺害、死体を埋めていった。
白白教事件で教団が日本政府によって壊滅されるまでの間に信者を600人余り殺害するにいたる。

#### 白白教事件
1937年（昭和12年）2月17日、京畿道警察部東大門警察署は京城府内のアジトを急襲し、幹部ら80人を検挙した。しかし、肝心の全龍海を取り逃がしてしまった。2月26日、幹部約150人を検挙。これまでに白白教が少なくとも314人の信者を殺害していることが発覚した。
全龍海は火田民化した信者の家をアジトにし、各地を転々としたが、関係者が続々検挙されるに及び次第に追い詰められていった。そして3月下旬頃に京畿道楊平郡の山中で自殺し、4月7日に死体が発見された。これにより白白教は事実上壊滅した。

## 人頭標本
全龍海の頭部は犯罪型頭脳標本として保存された。

## 信者獲得と活動
教団は「朝鮮は近い将来、大元任（全龍海）の統率の下で独立する。独立の暁には、各々の信者の貢献度に応じて知事や警察署長などの高官に任命する。金のある者は献金し、年頃の娘を持つ者は大元任に差し出せ」と巧みな言説で布教活動を行った。教団自体は、大韓民国臨時政府などの独立運動組織に献金ないし協力したり、オウム真理教の国家転覆計画のような朝鮮総督府に対する武装蜂起計画を立てていたわけではない。あくまでも「朝鮮独立」は布教と搾取の手段として利用したにすぎない。「近い将来、大洪水が起きて多くの人が死ぬ。助かりたければ入信せよ。」といったカルトの定番ともいえる言説も唱えていた。
入信した信者は、土地家屋などの全財産を教団に寄進し、若くて美貌の娘は全龍海の妾にされた。そしてしばらくすると、「まだ独立の時機ではないので、暫くは地方で身を隠して待機してほしい」と称して、山間部に追いやって火田民とし、焼畑農業で得た収入をも献金させるなど徹底的な搾取を行った。
そして「背教者は死をもって罰せられる」と喧伝し、実際に教団の意に背いた信者は、老若男女を問わず殺害していった。